# Cryptocoryne albida
Cryptocoryne albida is een moerasplant die voorkomt in Birma en Zuid-Thailand. Soms wordt ze als aquariumplant gebruikt.

## In het aquarium
In het aquarium heeft deze soort aan weinig licht genoeg; bladeren die wel veel licht krijgen, worden donkergroen of roodachtig, terwijl zij anders eerder lichtgroen blijven.